# Biserica reformată din Crăciunești
Biserica reformată din Crăciunești este un monument istoric aflat pe teritoriul satului Crăciunești, comuna Crăciunești. În Repertoriul Arheologic Național, monumentul apare cu codul 116297.05.